# Godzilla vs. Mechagodzilla II
Godzilla vs. Mechagodzilla II (Japanse titel Godzilla vs Mechagodzilla (ゴジラvsメカゴジラ, Gojira tai Mekagojira), is een Japanse kaijufilm uit 1993, en de twintigste Godzillafilm. De film werd geregisseerd door Takao Okawara, met speciale effecten door Koichi Kawakita.

## Verhaal
In 1994 vist de JSDF de restanten van Mecha-King Ghidorah (uit Godzilla vs. King Ghidorah) uit zee. Met behulp van de futuristische technologie die de cyborg bevat, maken ze Mechagodzilla: een superwapen dat eindelijk een einde moet maken aan Godzilla.
Op een missie naar een eiland in de Stille Oceaan vindt een Japans team een ei. Het ei lijkt zowel Rodan als Godzilla aan te trekken, die meteen met elkaar in gevecht gaan. Het team neemt het ei mee naar Japan, waar het een mini-godzilla blijkt te bevatten. Deze mini-godzilla, nu nog ongeveer zo groot als een volwassen mens, heeft een telepathische band met de volwassen Godzilla. Derhalve ontdekt Godzilla het bestaan van het jong, en komt naar Japan om het te halen. De JSDF zet hun mechagodzilla in, die in staat is om Godzilla te verdrijven. Wel wordt de robot zelf ook bijna verslagen doordat hij overbelast raakt.
De JSDF doet wat testen met de jonge Godzilla (die ondertussen een band vormt met de telepaat Miki Saegusa), en ontdekt dat hij een tweede brein bezit dat zijn staart aanstuurt. Ze nemen aan dat de volwassen Godzilla dit ook heeft, en dat dit zijn zwakke plek kan zijn. Ze gebruiken de jonge Godzilla als aas om Godzilla naar hen toe te lokken. Om Godzilla ditmaal definitief te verslaan, combineren ze Mechagodzilla met een luchtschip genaamd Garuda tot een extra sterke machine.
In plaats van Godzilla komt echter Rodan op het aas af, en vecht met Mechagodzilla. Hij verliest, maar wordt op tijd gered door tussenkomst van Godzilla. Godzilla wordt eveneens verslagen door Mechagodzilla, maar Rodan geeft zijn laatste energie aan Godzilla waardoor deze weer op krachten komt. Godzilla vernietigd Mechagodzilla met een extra sterke (roodgekleurde) atoomstraal. Daarna vertrekken hij en de jonge Godzilla weer, en verdwijnen ze in zee.

## Rolverdeling
| Acteur             | Personage                |
| ------------------ | ------------------------ |
| Masahiro Takashima | Kazuma Aoki              |
| Ryoko Sano         | Azusa Gojo               |
| Megumi Odaka       | Miki Saegusa             |
| Yusuke Kawazu      | Professor Omae           |
| Kenji Sahara       | Minister Takayuki Segawa |
| Akira Nakao        | Commander Takaki Aso     |
| Kôichi Ueda        | General Hyodo            |
| Leo Meneghetti     | Dr. Asimov               |
| Daijiro Harada     | Takuya Sasaki            |
| Tadao Takashima    | Chief Hosono             |
| Kenpachiro Satsuma | Godzilla                 |
| Wataru Fukuda      | Mechagodzilla            |

## Prijzen en nominaties
In 1994 werd "Godzilla vs. Mechagodzilla II" genomineerd voor een Japanse Academy Award in de categorie “Beste geluid”, maar won die niet.

## Trivia
- Oorspronkelijk zou de film eindigen met de dood van Godzilla, en daarmee de Heisei-reeks beëindigen. In de volgende film zou dan de jonge Godzilla uitgroeien tot volwassen formaat en zijn plaats innemen. Dit scenario werd twee jaar later alsnog gebruikt in Godzilla vs. Destoroyah.
- De filmmuziek is afkomstig uit de film King Kong Escapes.
- Voor de film werden in Japan ongeveer 3.800.000 kaartjes verkocht.